# 六田登
六田登（日语：／ Rokuda Noboru，1952年7月23日—），日本漫畫家、同人作家、京都精華大学特聘教授。男性。出身於大阪府八尾市。

## 來歷
高中期間，六田登參與了Astro作畫會和作畫團體的同人活動。
1971年，19歲的他搭便車前往東京，立志成為漫畫家。最初從事報告文學插畫、單行本的企劃、構成。之後以名義，與御廚哲美一起在《小學六年級》（小學館）的讀者頁面上活躍。
1978年，其作品《最終測驗》獲得第1屆小學館新人漫畫大獎佳作，從此作為漫畫家出道。之後，在《週刊少年Sunday》等雜誌上發表了《衝鋒勝平》、等少年搞笑漫畫。
1985年，他在《Big Comic Spirits》上發表了懸疑為題材的《風炎》，從那時起他將注意力轉向青年雜誌，全面開始繪製故事漫畫。
代表作品有《衝鋒勝平》、《極速悍將》、《ICHIGO 二都物語》、《歌麿》等。雖然他是一位有著40年職業生涯的資深漫畫家，但他至今仍在活躍地工作。他的許多作品都著重描繪主角在遭遇一次又一次的不幸後陷入絕境時的絕望心情。除了漫畫以外，他也創作繪本。
1991年，以《極速悍將》獲得第36屆小學館漫畫獎。

## 年表
- 1952年：出生於大阪府八尾市。
- 1978年：以《最終測驗》首次亮相。
- 1979年：《衝鋒勝平（日语：ダッシュ勝平）》開始連載。
- 1981年：《衝鋒勝平》被製作成動畫。由龍之子製作公司製作，在富士電視台系列播出。
- 1985年：《極速悍將（日语：F (漫画)）》開始連載。
- 1988年：《極速悍將》被製作成動畫。由Kitty Film製作，在富士電視台系列播出。
- 1991年：獲得第36屆小學館漫畫獎（《極速悍將》）。
- 2002年：《極速悍將 再生瑠璃（日语：F REGENERATION 瑠璃）》開始連載。
- 2009年：《極速悍將 FINAL（日语：F FINAL）》開始連載。

## 作品列表
- —《週刊少年Sunday》（1979年22號—42號）
- 衝鋒勝平（日语：ダッシュ勝平）—《週刊少年Sunday》（1979年—1982年）
- —《週刊少年Sunday》（1983年3、4合併號—33號）
- —《週刊少年Sunday》（1983年—1985年）
- —《小學六年級（日语：小学館の学年別学習雑誌）》（1983年4月號[8]—1985年3月號[9]。全3冊）
- 僚平新事情（1985年，〈BIG COMICS（日语：ビッグコミックス）〉（小學館），全2冊）
- —《小學六年級》（1985年）
- 風炎—《Big Comic Spirits》（1985年）
- 極速悍將（日语：F (漫画)）—《Big Comic Spirits》（1986年—1992年）
  - 極速悍將 再生瑠璃（日语：F REGENERATION 瑠璃）—《週刊autosport（日语：オートスポーツ）》（2003年—2006年）
  - 極速悍將 FINAL（日语：F FINAL）—在《Best Car（日语：ベストカー）》和《手機★漫畫王國》同時連載（2009年—2011年）
- 爆走賽車場 浪漫TWIN（日语：TWIN (六田登の漫画)）—《少年Big Comic（日语：少年ビッグコミック）》（1986年—1987年）→《Young Sunday》（1987年—2000年）
- ICHIGO 二都物語—《Young Sunday》（1990年—1994年）
  - 2014年，GOMA-BOOKS（日语：ゴマブックス）以《ICHIGO 梅川一期：連環殺手的一生》為名發行了電子書籍版本。
- 南瓜白書（1990年，〈BIG COMICS〉 ISBN 409182241X）
- 男爵—《週刊少年Sunday》（1991年—1993年）
- —《Big Comic》（1993年，〈BIG COMICS〉 ISBN 4091837212）
- Young Man（1993年—1995年，〈BIG COMICS〉。全8冊）
- —《MISTER MAGAZINE（日语：ミスターマガジン）》（1994年。全1冊）
- —《Young Sunday》（1995年—1996年。全3冊）
- SKY（1996年，〈BIG COMICS SPECIAL（日语：ビッグコミックス）〉（小學館） ISBN 4091837220）
- （與共著。1996年，《BIG KORATAN》（小學館） ISBN 4092590725）
- 獅子王國—《Big Comic》（1996年—1997年，〈BIG COMICS〉。全3冊）
- 星星之宴（1997年，〈BIG COMICS〉 ISBN 4091845118）
- 六田登短篇集（1997年，〈近代麻雀COMICS（日语：近代麻雀）〉（竹書房） ISBN 481245137X）
- （1997年—1998年，〈BIG COMICS〉。全2冊）
- RETURN（1997年，〈ACTION COMICS〉（雙葉社）。全3冊）
- CINEMA（1998年—1999年，〈BIG COMICS〉。全4冊）
- （與野田周共著。1998年，Media Factory ISBN 4889917047）
- 歌（1998年—2000年，〈ACTION COMICS〉。全6冊）
- 給親愛的M氏—《MANGA ALLMAN（日语：MANGAオールマン）》（1998年—1999年。全3冊）
- CURA（2000年—，〈ACTION COMICS〉。全3冊）
- 千億之蟲（2000年—2001年，〈SC ALLMAN（日语：MANGAオールマン）〉。全4冊）
- 漫畫版 PROJECT X ～Challengers～（日语：プロジェクトX〜挑戦者たち〜）（NHK Project X製作班原作。宙出版（日语：宙出版））
  - 每冊的插圖均由不同的漫畫家負責，其中六田登創作了以下兩部作品：
    - （2001年）
    - （2003年）
- BOX（2002年－？，〈SC ALLMAN〉。全3冊）
- —《近代麻雀GOLD（日语：近代麻雀）》（2001年—2003年。全3冊）
- 拜託你安靜一點好不好—《Morning》（2003年—2004年。全3冊）
- GANON -十力暗殺劍-—《COMIC亂（日语：コミック乱）》（櫻井和生原作。2003年—2004年，〈SP COMICS〉（LEED社（日语：リイド社））。全2冊）
- 睡不著的獅子（2005年—2006年，〈瓢蟲COMICS SPECIAL（日语：てんとう虫コミックス）〉（小學館）。全1冊）
- —《週刊漫畫Goraku（日语：週刊漫画ゴラク）》（2005年—2007年。全5冊）
- 比利小子 21張專輯（2008年—，《手機★漫畫王國》連載（Bbmf Magazine（日语：青泉社））。全3冊）
- 週刊漫畫日本史（日语：週刊マンガ日本史）（朝日新聞出版（日语：週刊マンガ日本史））
  - 第28號『杉田玄白』（2010年）
- 週刊漫畫世界偉人（日语：週刊マンガ世界の偉人）（朝日新聞出版）
  - 第20號『艾爾頓·冼拿』（2012年）
  - 第69號『葛飾北齋』（2013年）
- （2013年，幻冬舎）

### 繪本
- （1996年，（小學館） ISBN 4-09-727405-8）
- （1996年， ISBN 4-09-727431-7）

### 小說
- 手紙—Exchanges of 12 letters（1997年，竹書房）ISBN 4-8124-0321-9

## 助手
- [10]
- 渡邊潤（日语：渡辺潤）[11]
- 落合尚之[12]

## 外部連結
- CLIMBER'S STUDIO （日語）—六田登的官方個人網站。
- 六田登的X（前Twitter） （日語）